# Österreichische Galerie Belvedere
O Österreichische Galerie Belvedere (Galeria Belvedere da Áustria) é um museu situado no Palácio Belvedere, em Viena, Áustria. A coleção inclui obras-primas da arte, desde a Idade Média e o Barroco até o século XXI, embora seja notável sobretudo pelas obras de pintores austríacos do fin de siècle e do período Art Nouveau, oferecendo um panorama quase exaustivo da evolução artística da Áustria.
O acervo inclui obras de Gustav Klimt, Egon Schiele e Oskar Kokoschka. Obras importantes do impressionismo francês e a principal coleção de pintura do período Biedermeier também são destaques do museu.
Desde janeiro de 2017, a instituição é dirigida por Stella Rollig.

## Galeria

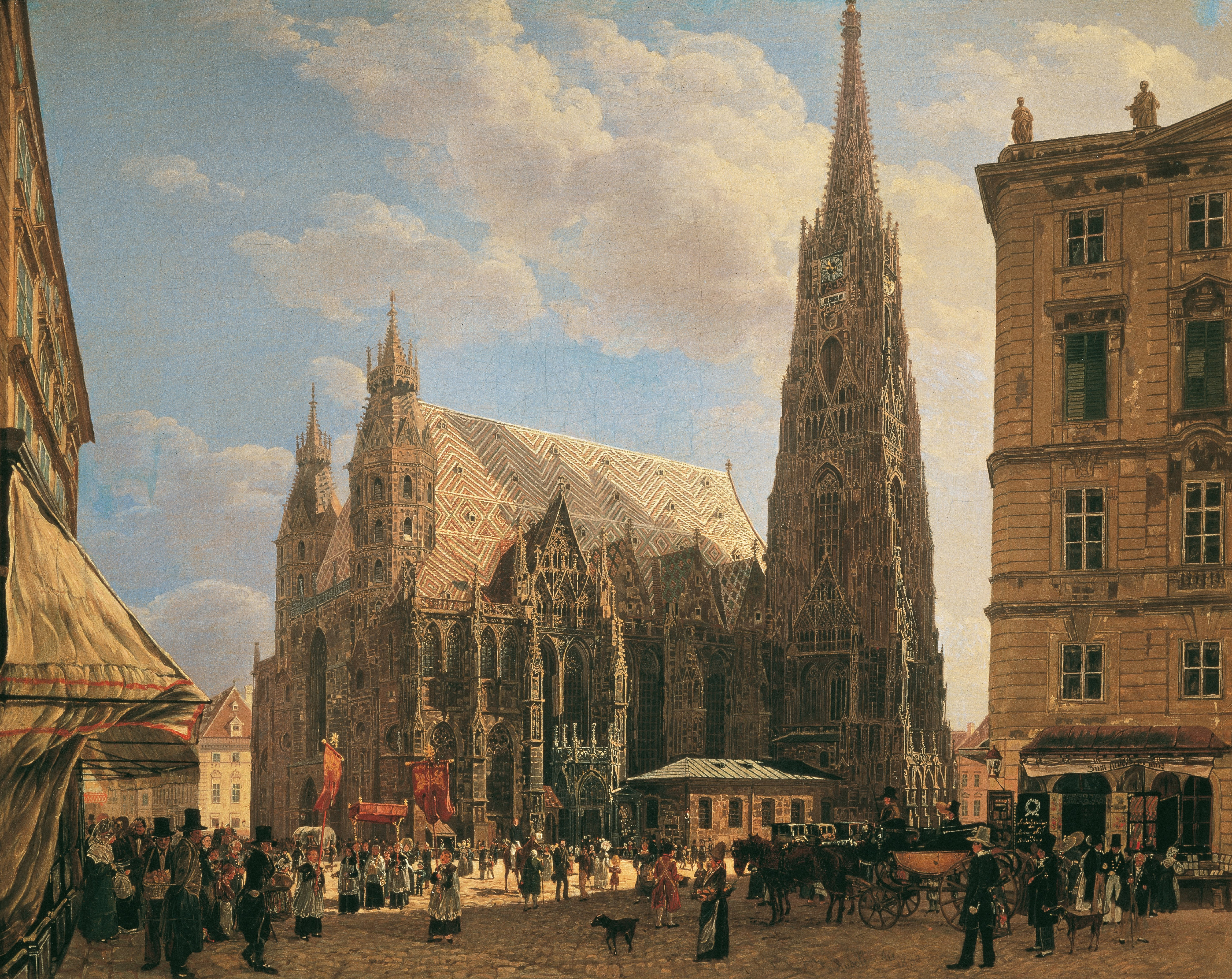
Rudolf von Alt: "Vista de Stephansdom, desde Stock-im-Eisen" (1832)
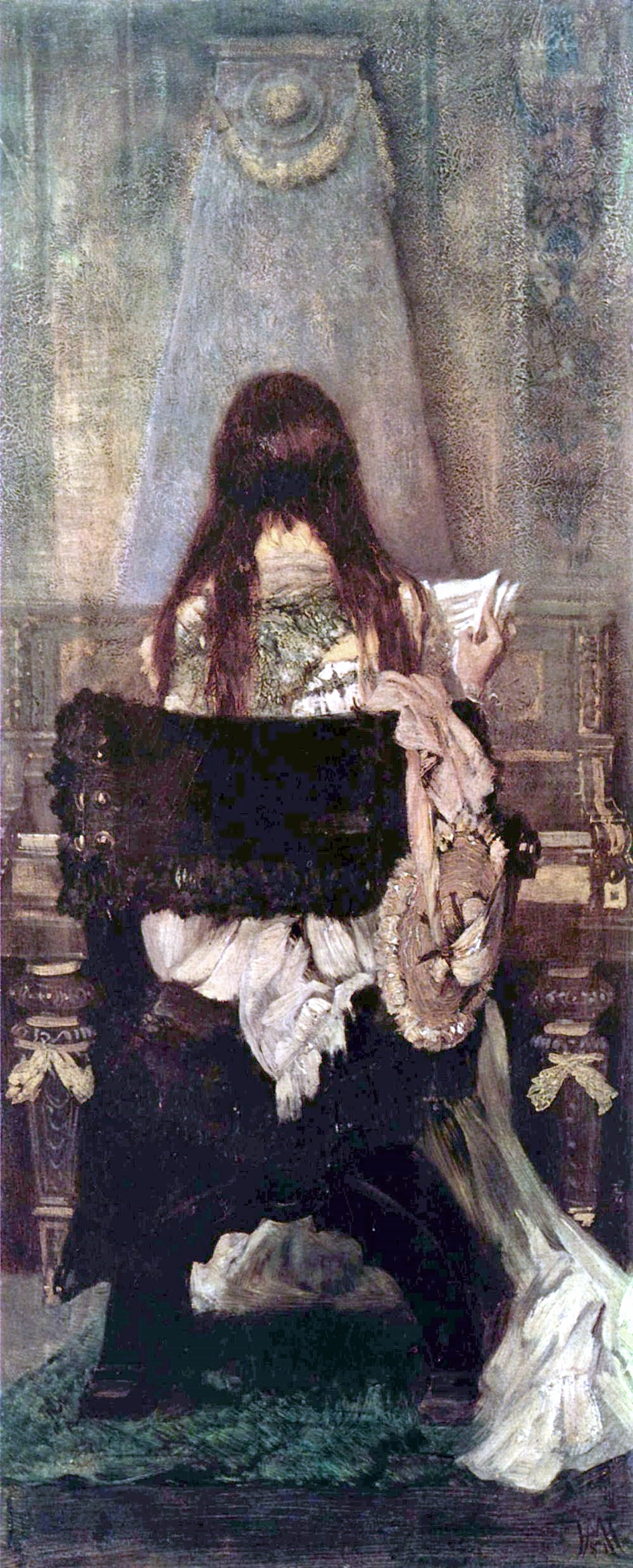
Hans Makart: "Dame am Spinett" (1871)
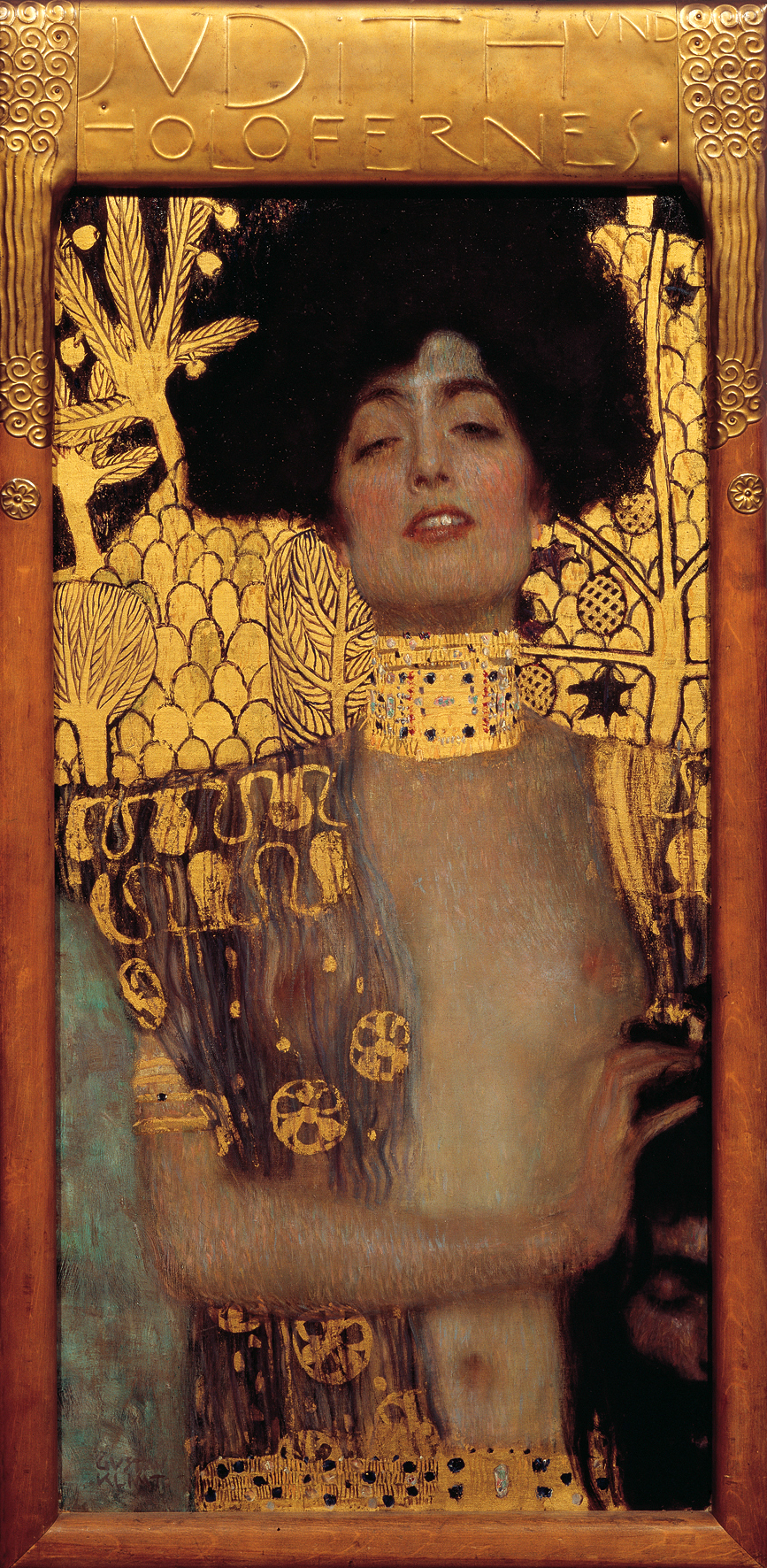
Gustav Klimt: "Judith mit dem Haupt Holofernes" (1901) (destruído)
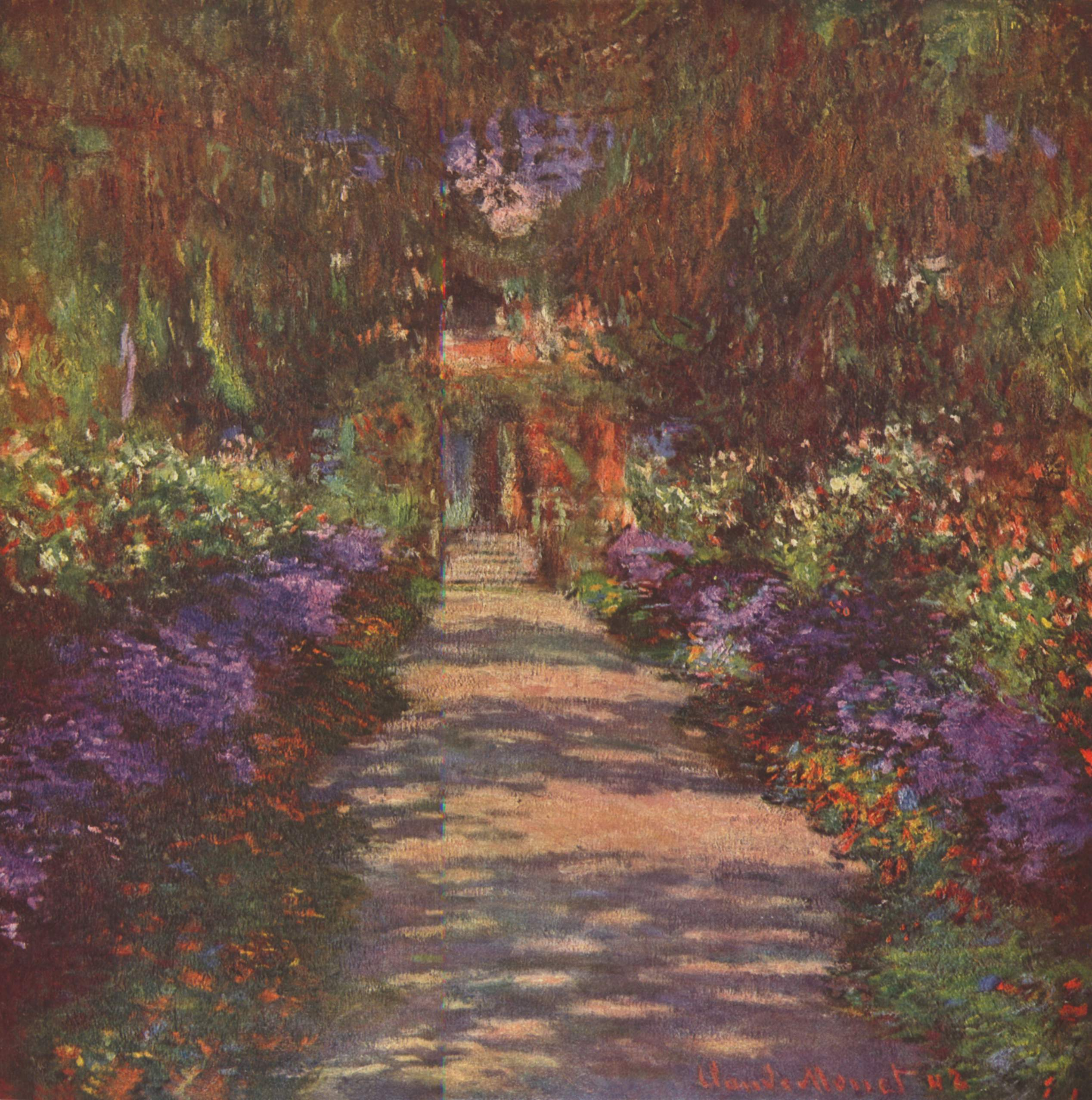
Claude Monet: "Gartenweg" (1902)
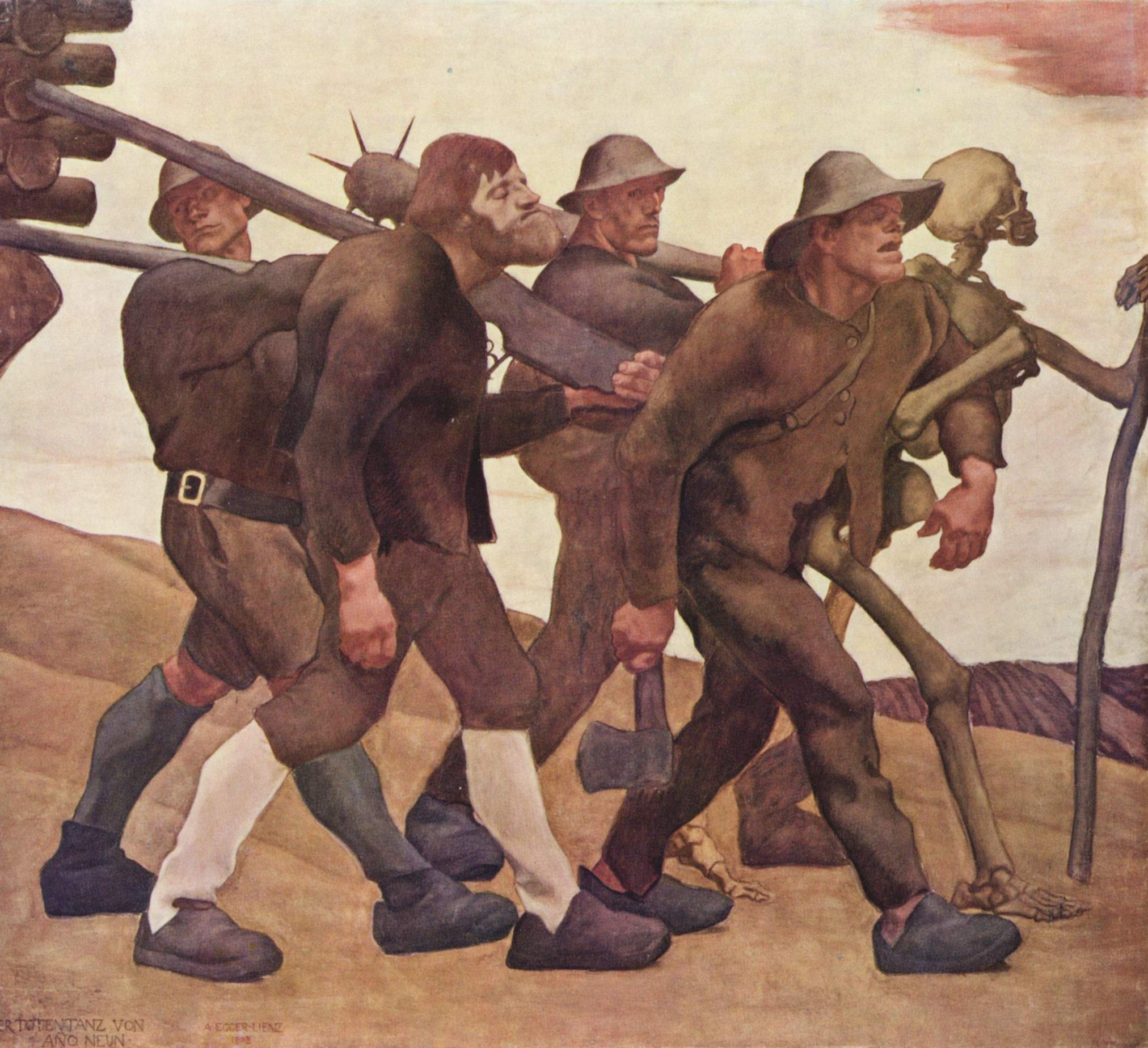
Albin Egger-Lienz: "Der Totentanz von Anno Neun" (1906-1908)
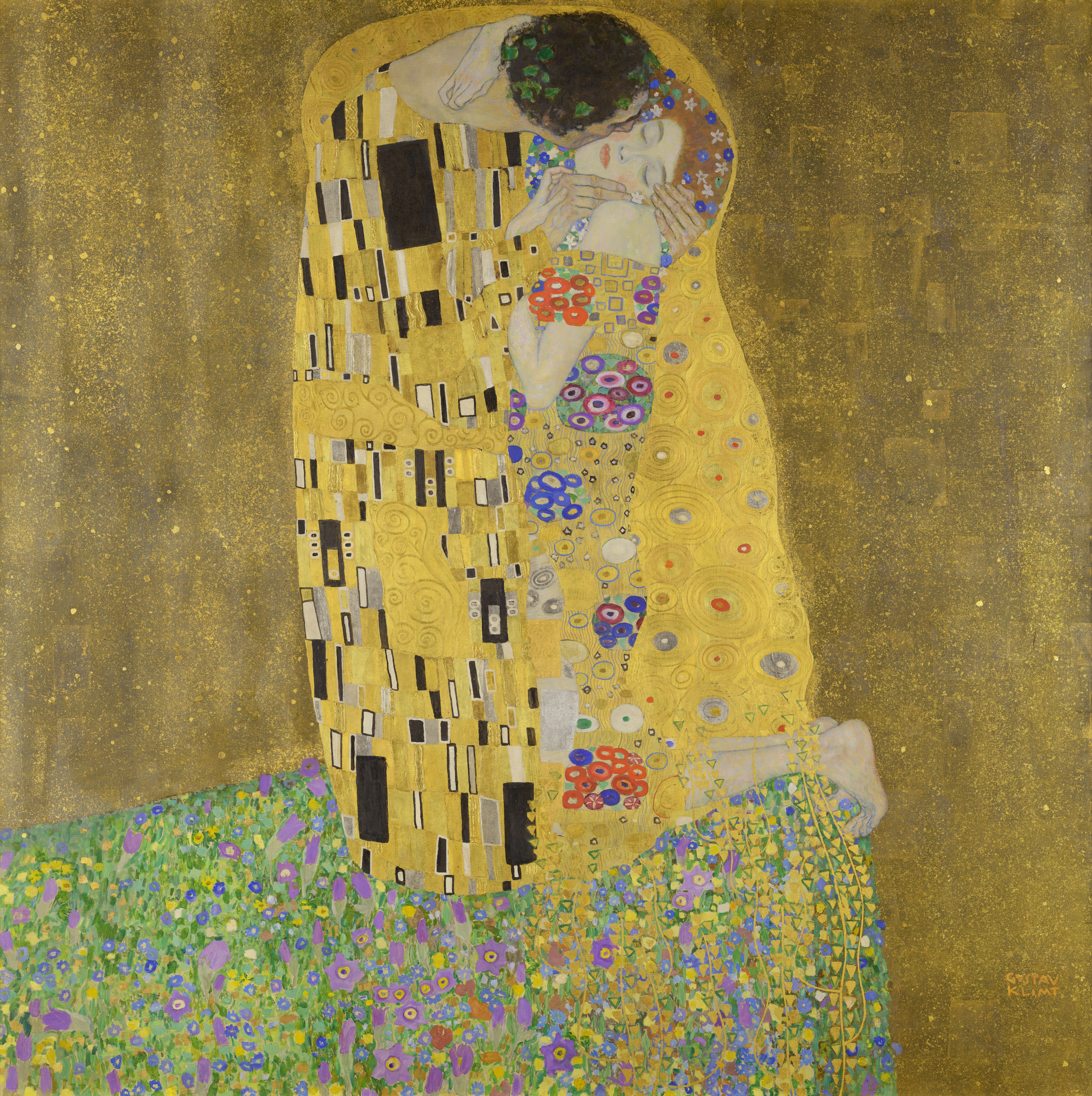
Gustav Klimt: „Der Kuss" (1907-1908)
Egon Schiele: "Selbstporträt mit gesenktem Kopf" (1912)
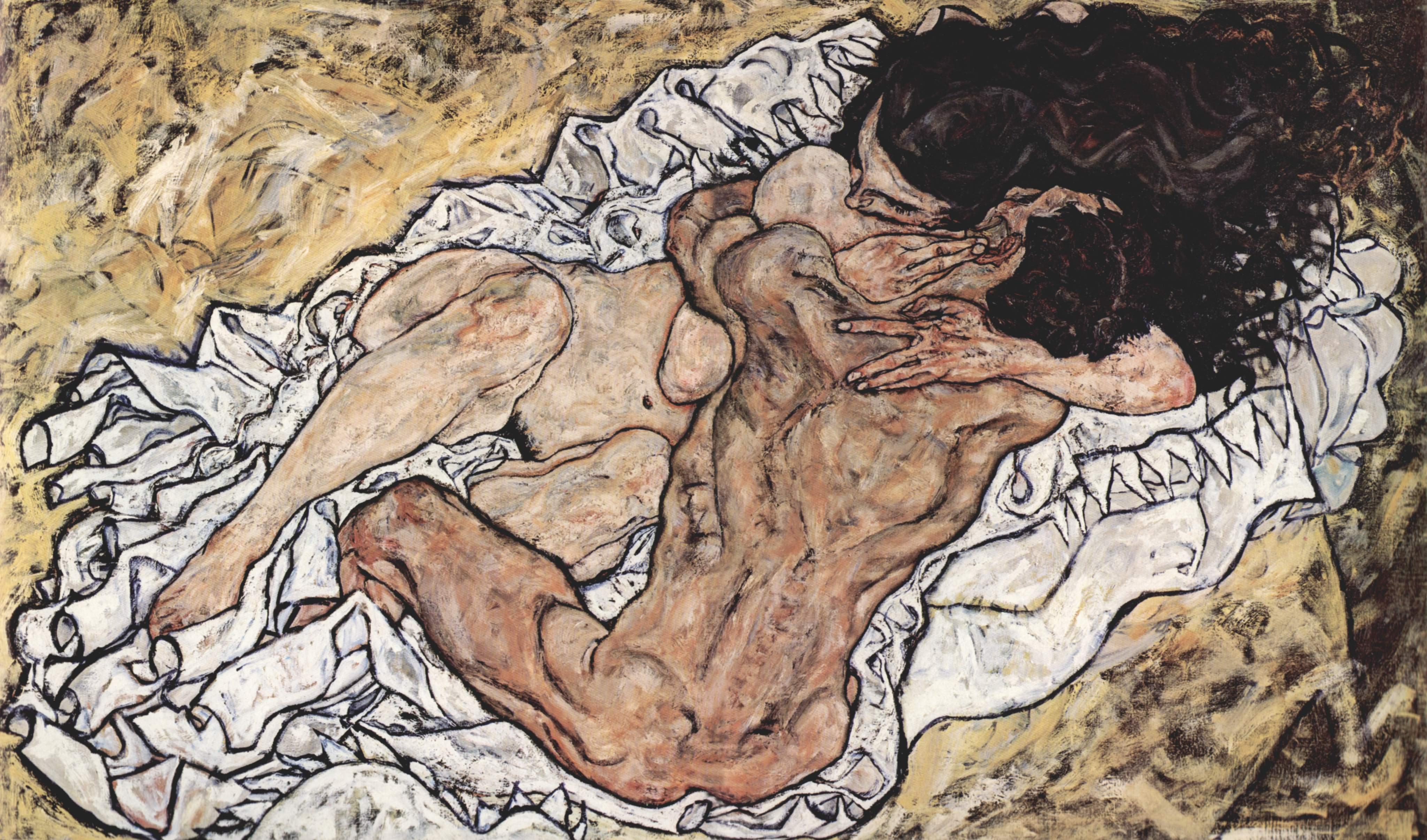
Egon Schiele: "Os Amantes" (1917)